# 프린세스 프린서플 크라운 핸들러 제2장
《프린세스 프린서플 크라운 핸들러 제2장》(일본어: プリンセス・プリンシパル Crown Handler Chapter 2)는 2021년 9월 23일 개봉된 극장판이다.

## 등장인물

### 주연
안제(일본어: アンチェイ)
성우 - 코가 아오이
프린세스(일본어: プリンセス)
성우 - 세키네 아키라
도로시(일본어: ドロシー)
성우 - 타이치 요우
베아트리스(일본어: ベアトリス)
성우 - 카게야마 아카리
치세 (일본어: 治世)
성우 - 후루키 노조미

### 조연
L(일본어: Lだ)
성우 - 스고우 타카유키
7(세븐)(일본어: 7(セブン))
성우 - 사와시로 미유키
도리숍(일본어: ドリショップ)
성우 - 혼다 히로유키
대령(일본어: 大佐)
성우 - 야마자키 타쿠미
노르망디 공작 윌리엄(일본어: ノルマンディー公ウィリアム)
성우 - 하시 타카야
가젤(일본어: ガゼル)
성우 - 이이다 유우코
에드워드(일본어: エドワード)
성우 - 탄자와 테루유키
메리(일본어: メアリー)
성우 - 엔도 리나
리차드(일본어: リチャード)
성우 - 오키츠 카즈유키